# Ischnura pumilio
Ischnura pumilio là loài chuồn chuồn trong họ Coenagrionidae. Loài này được Charpentier mô tả khoa học đầu tiên năm 1825.

## Hình ảnh

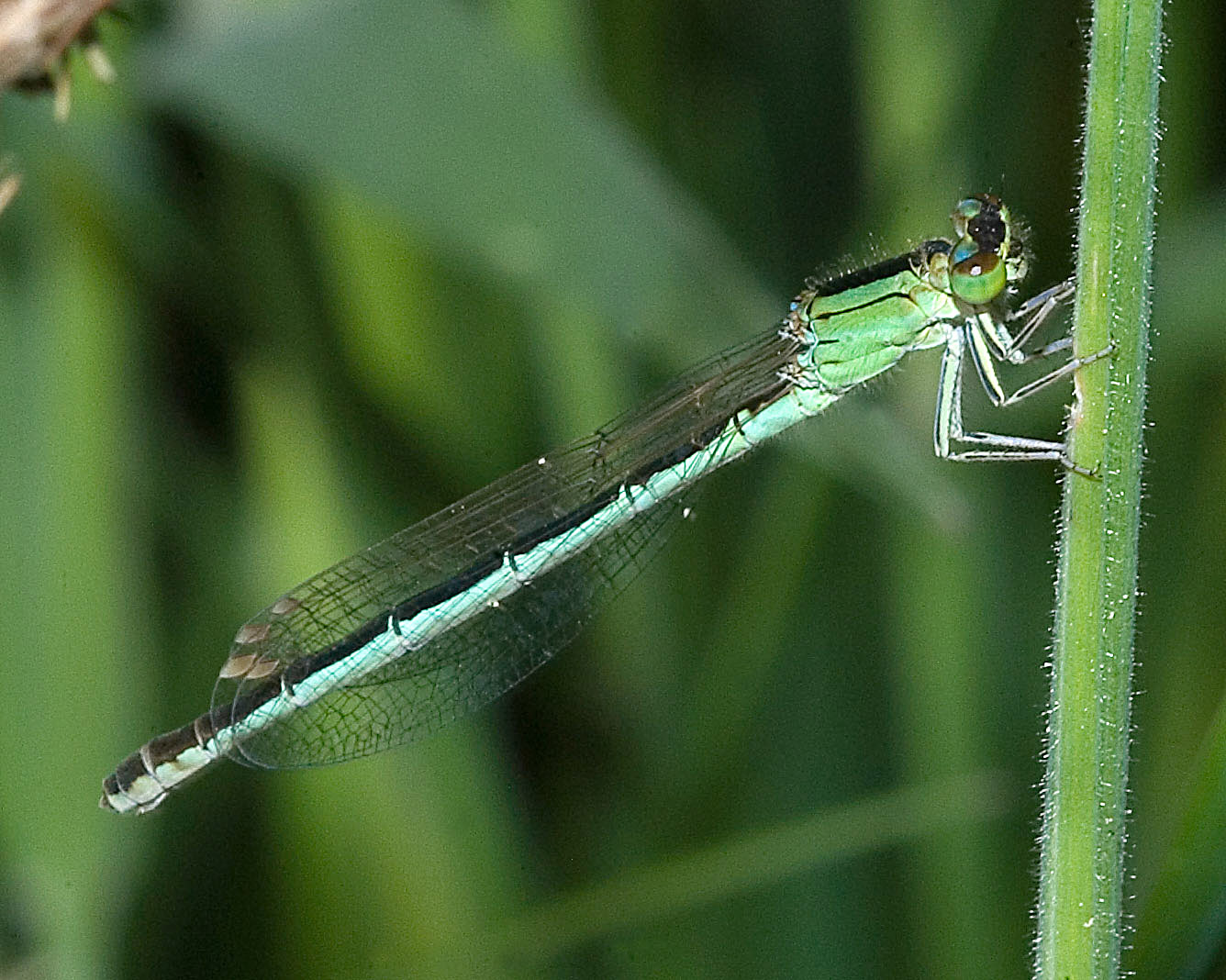
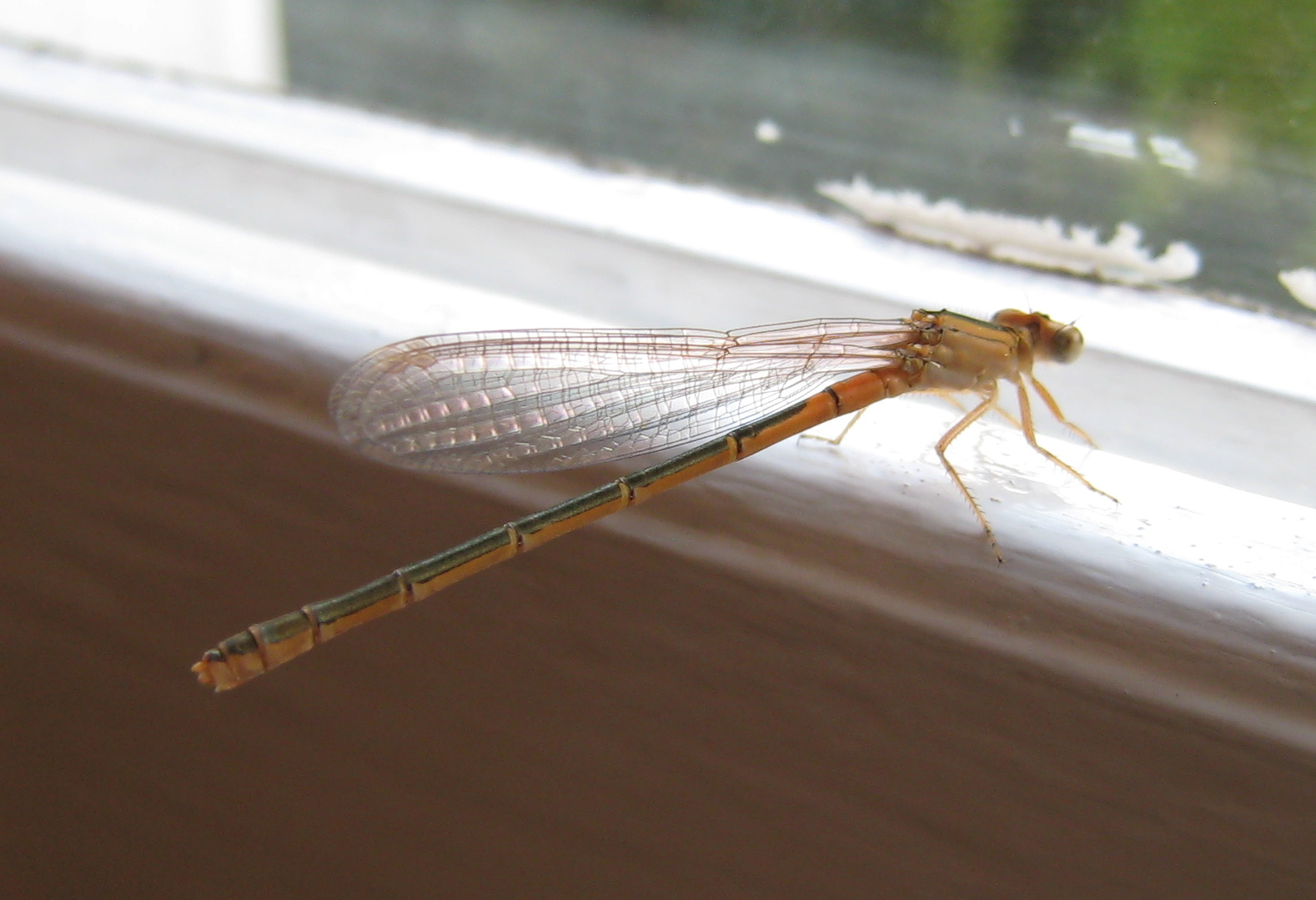

- Tập tin:Ischnura pumilio - ngày 2 tháng 9 năm 2012.ogv